# Schefflera tessmannii
Schefflera tessmannii är en araliaväxtart som beskrevs av Hermann August Theodor Harms. Schefflera tessmannii ingår i släktet Schefflera och familjen araliaväxter. Inga underarter finns listade.